# 比雷埃夫斯专区
比雷埃夫斯专区（希臘語：Περιφερειακή ενότητα Πειραιώς）是希臘阿提卡大區下轄的专區之一，其轄區範圍包括雅典都会区的中西部。专区首府为比雷埃夫斯。专区面积为50.4平方公里，2021年人口数量为448,051人。

## 行政
比雷埃夫斯专區設立於2011年，其前身是原比雷埃夫斯州的部分地区。该专区划分为5個市镇：
1. 比雷埃夫斯
2. 凯拉齐尼-兹拉派措纳
3. 科里达洛斯
4. 尼凯阿-圣约阿尼斯伦蒂
5. 派拉马